# アクリロニトリル
アクリロニトリル (acrylonitrile) とは、ニトリルの1種で、化学工業における中間体として重要な有機化合物である。アクリルニトリル、アクリル酸ニトリル、シアン化ビニール (vinyl cyanide) などの別称がある。分子式は C3H3N。IUPAC命名法では、アクリル酸 (acrylic acid、CH2=CHCOOH)が慣用名として認められていることから、そこから誘導される名称としてアクリロニトリルも認められている。

## 性質
無色透明で特有の刺激臭のある液体。分子量 53.06 g/mol、融点 -83.55 ℃、沸点77.6 ℃から77.7 ℃。20 ℃の水に対する溶解度は100 mLあたり7.3 g。有機溶媒の多くのものと任意の割合で混じり合う。
引火性が強い（引火点 0 ℃）だけでなく、毒性が強いため空気中に20 ppm以上含まれると危険である。日本では、毒物及び劇物取締法により劇物に指定されている。光や酸素、アルカリの作用により重合を起こすため、保存にも注意を要する。重合禁止剤としては炭酸アンモニウムなどが用いられる。

## 反応
アクリロニトリルは各種求核試薬のマイケル付加を受けやすい。すなわち、シアノエチル化の反応試剤である。特に芳香族アミンのシアノエチル化には酢酸銅(II)が触媒に用いられる。
{\displaystyle {\ce {Nu + CH2=CH-C#N -> Nu-(CH2)2-C#N}}}（{\displaystyle {\ce {Nu}}} は求核剤）
また、ビニル基の部分がアルケンとしての性質を示すため、ジエンとの間でディールス・アルダー反応を起こして環化する。

## 製造
アクリロニトリルは、工業的にはプロピレンから、金属酸化物 (例：MoO3-Bi2O3-Fe2O3) 触媒の存在下にアンモニアと酸素を作用させて生産される。この方法は ソハイオ法 (Sohio process) もしくはアンモ酸化 (ammoxidation) と呼ばれる。
{\displaystyle {\ce {CH3-CH = CH2 + NH3 +}}}{\displaystyle {\rm {1.5O_{2}}}}{\displaystyle {\ce {-> CH2=CH-C#N + 3H2O}}}
ソハイオ法は、副生物としてシアン化水素 (HCN)、アセトニトリル (CH3CN) も得られるため、それらの製法としても利用されている。
エチレンシアンヒドリンの脱水、またはアセチレンに対するシアン化水素の付加反応によっても、アクリロニトリルを得ることができる。

### 製造量
2009年末時点で、世界のアクリロニトリル総生産能力は600万トン強。国別の生産量では、アメリカ合衆国、中国、日本、韓国、台湾の順位であった。中国は2009年の生産量が101万トンであったが、設備改造による能力アップが続き、2011年に生産量が111万トンで首位となった。
2013年末の、世界のアクリロニトリル総生産能力は、旭化成ケミカルの韓国や中国石油化工集団安慶の増設によって約680万トンとなり、総生産量は約533万トンとなった。
2012年の日本国内生産量は553,908トン、出荷量は552,452トン、2013年の日本国内生産量は517,869トン、出荷量は526,014トンであった。

### 主要メーカー
- Ineos Nitriles - BP系。アメリカとドイツを合わせると世界最大の年産135万トン以上の能力。
- 旭化成 - 日本最大で約44万トンの能力。韓国、タイの投資先を加えると125万トン。川崎工場15万トンを2014年に停止の予定。「カシミロン」の原料。
- 三菱レイヨン - 旧三菱レイヨンと三菱化学からダイヤニトリックスを経て再統合。24万トンの能力。
- 住友化学
- 昭和電工
- 中国石油化工集団 - 吉林、大慶、上海、安慶などにBPの技術で作った工場がある。
- 上海賽科 - 中国。シノケム(SINOCHEM)社が販売代理店。
- 台塑石化 - 台湾。28万トンの能力。
- 中国石化発展公司 - 台湾。
- 泰光産業 - 韓国。25万トンの能力。
- 東西石油化学 - 韓国。
- BASF - ドイツ。
- DSM - オランダ。
- Ascend Performance Materials - アメリカ合衆国。52万トンの能力。

## 用途
アクリロニトリルは、主にアクリル繊維（ポリアクリロニトリル）や合成樹脂のABS樹脂やAS樹脂（SAN）の原料とされている。また、アクリルアミド、アジポニトリルの原料としても重要である。他に、ニトリルゴム向けなどがある。世界的には用途別比率はABS樹脂やAS樹脂向けが40 %強、アクリル繊維向けが約40 %、アクリルアミド向けが10 %弱となっている。
かつてはアクリル酸の原料でもあった。また、うまみ調味料の主成分L-グルタミン酸ナトリウムもかつてはアクリロニトリルからの生成が試みられた。アクリロニトリルの原料であるプロピレンは石油由来原料であり、これが「味の素の原料は石油」と呼ばれた所以である。

## 事故
空気中での爆発範囲は、下限 3.0 vol%、上限 17.0 vol% とされる。
前述の通り、アクリロニトリルは引火性で毒性も持つ。アメリカ合衆国のテネシー州のメリービルでは、2015年にアクリロニトリルを含む可燃物を搭載した貨物列車が脱線し炎上した。アクリロニトリルの有害性（燃焼後の気体も有害）から、周辺住民は避難し、また出火当時は消火活動も行われていなかった。また、2015年8月の山東省化学工場爆発事件の原因となっていた。

## 法規制
日本では毒物及び劇物取締法および毒物及び劇物指定令（別表第二）によりアクリルニトリルとして劇物に指定されている。
またアクリロニトリルとして、労働安全衛生法の関連法令である「労働安全衛生法施行令」（昭和四十七年政令第三百十八号）別表第三にて、特定化学物質第2類と規定されているほか、特定化学物質の環境への排出量の把握等及び管理の改善の促進に関する法律（化管法）の特定第1種指定化学物質に指定されており、高圧ガス保安法、船舶安全法、大気汚染防止法、海洋汚染等及び海上災害の防止に関する法律（海洋汚染防止法）にも規定がある。消防法に定める第4類危険物 第1石油類に該当する。